# جيمس لوب
جيمس لوب (بالإنجليزية: James Loeb)‏ هو مصرفي ومترجم أمريكي، ولد في 6 أغسطس 1867 في نيويورك في الولايات المتحدة، وتوفي في 27 مايو 1933 في ميونخ في ألمانيا.